# Musculus stipitogalealis
Musculus stipitogalealis, mięsień 0mx7 – mięsień wchodzący w skład głowy i aparatu gębowego owadów.
Jeden z mięśni szczękowych. Zasadniczo początek swój bierze na bocznej ścianie pieńka, nasadowo w stosunku do głaszczków szczękowych, a punkt zaczepu leży na podstawowej krawędzi żuwki zewnętrznej.
Mięsień ten unerwia jeden z 4 końcowych nerwów motorycznych, odchodzących od nerwu szczękowego.
U górczyków mięsień ten dzieli się na dwie wiązki: jedna bierze początek na bocznej ściance listewki pieńka, a druga na bocznej ścianie pieńka, pomiędzy punktami przyczepu wiązek musculus tentoriostipitalis posterior. Punkt zaczepu leży nasadowo-bocznie, na wewnętrznej powierzchni żuwki zewnętrznej.
U motyli z kladu Myoglossata najprawdopodobniej właśnie z tych mięśni rozwinęło się wewnętrzne umięśnienie ssawki, czyli haustellum.